# Bänk

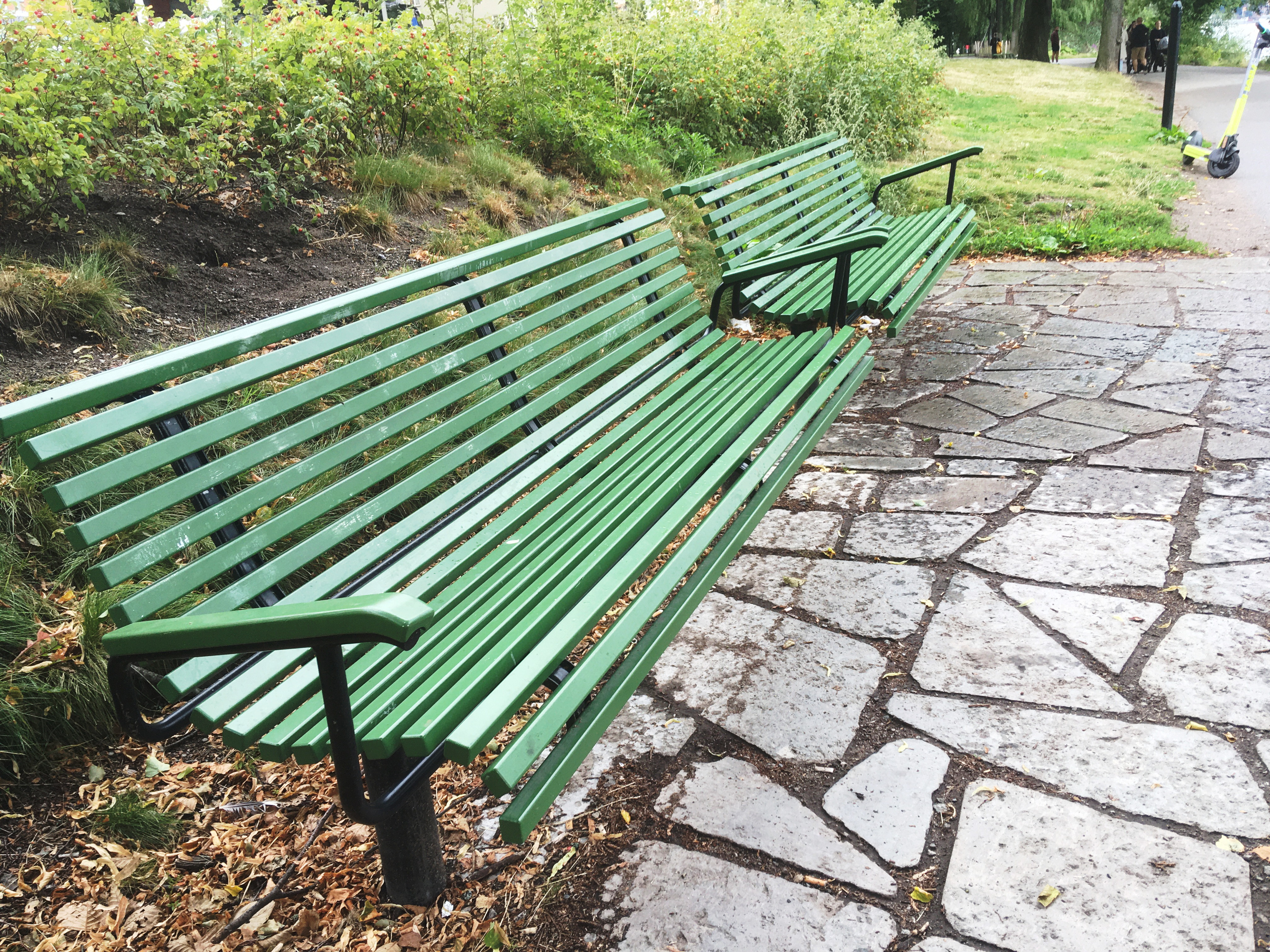
Holger Bloms parkbänkar i Norr Mälarstrands parkstråk.

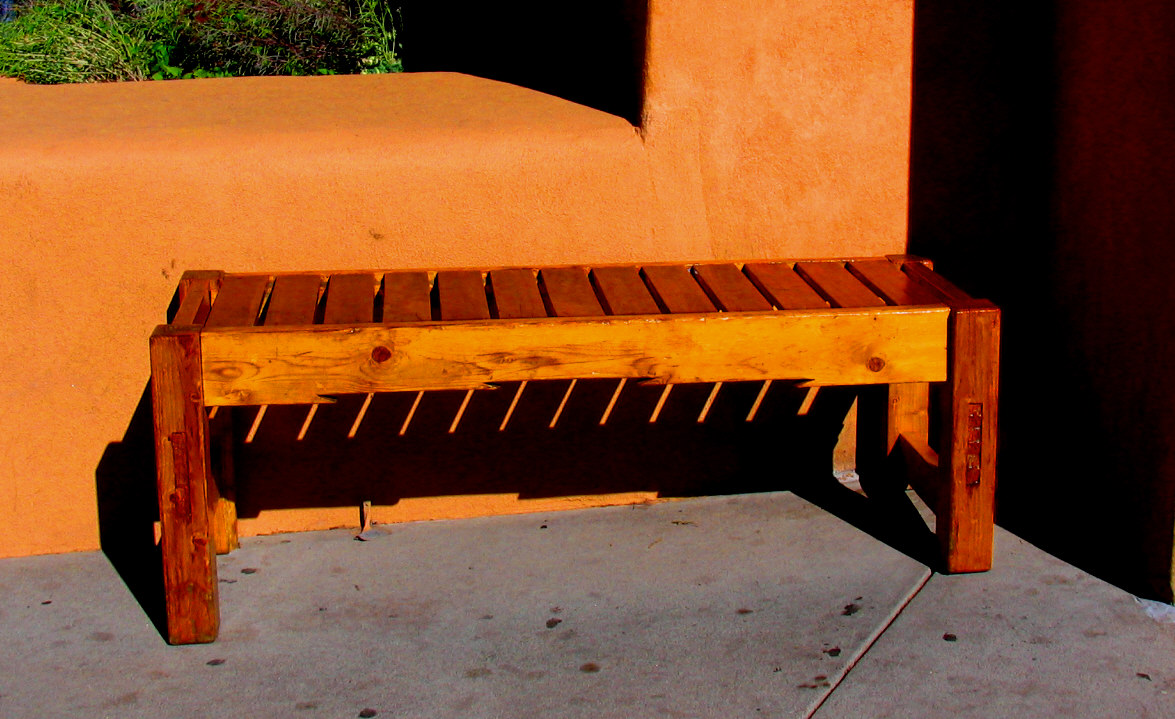
Bänk i trä.

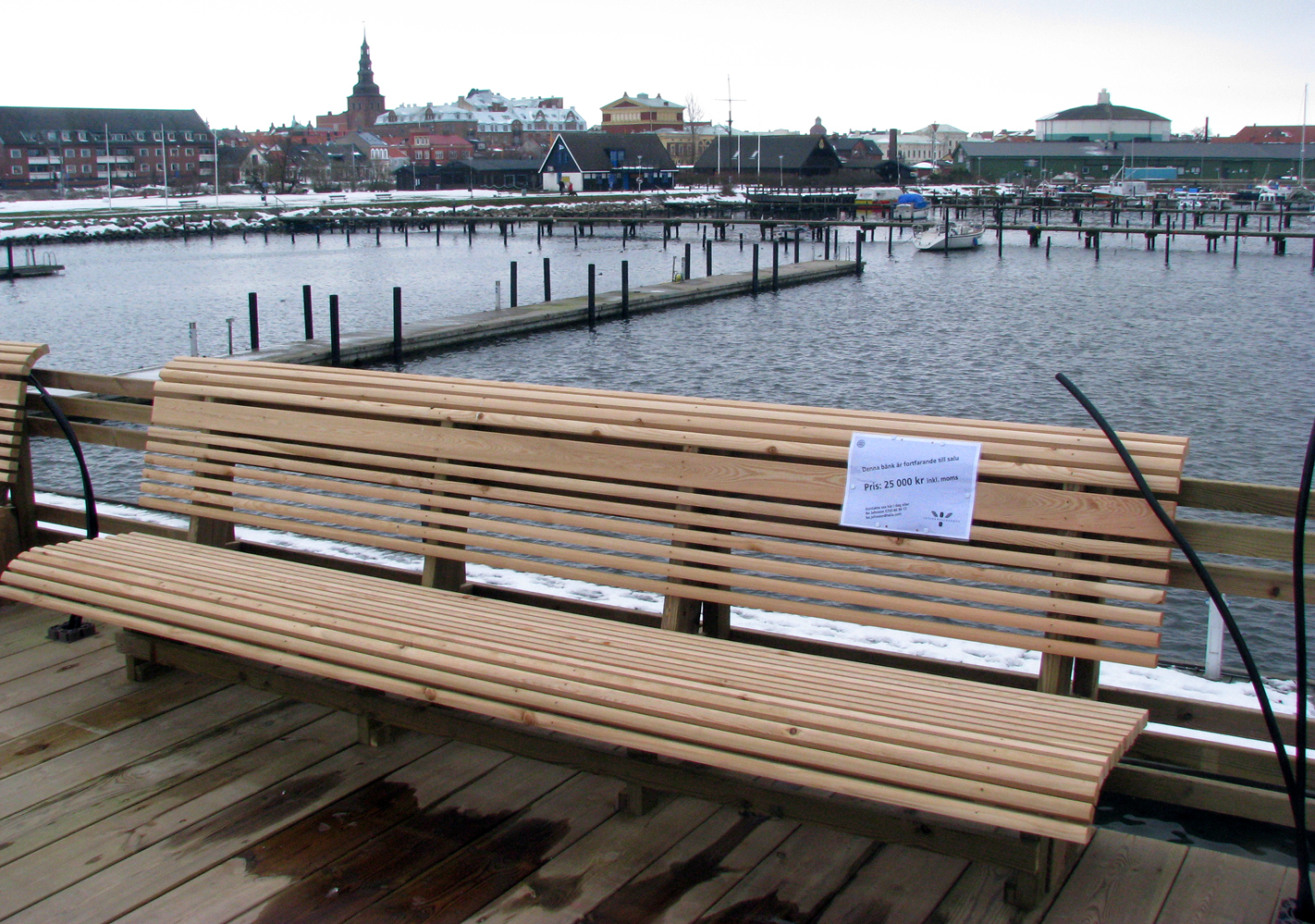
Bänk till salu för finansiering av Ystads nya kallbadhus 2009.

En bänk är en samlingsbenämning på ett flertal möbler och inredningsdetaljer. Ofta syftar benämningen på en enkel eller rustik möbel med platt ovansida, avsedd som sittmöbel eller arbetsyta.
Bänk var ursprungligen de väggbänkar av lavetyp som förekom i de medeltida bostäderna inom germanskt område. De fungerade både som sittplats dagtid och bäddar nattetid. Mycket tidigt förekom även väggfasta kistbänkar, som även fungerade som förvaringsmöbler. Med ett lock blev den ursprungsformen för fållbänken. Väggfasta bänkar hade vanligen endast väggen som ryggstöd, men av flyttbara bänkar förekom både sådana med och utan ryggstöd. En gammal form av bänk är även vändbänken, vars ryggstöd är vändbart för att kunna användas både vänd mot bordet och ut mot stugan utan att behöva flyttas.
I Italien utvecklades under renässansen i stället cassapancan, även den en kistbänk utvecklad ur en väggfast kistbänk.
Från betydelsen av en lave, en upphöjd yta av vid betydelse har en rad ord som odlingsbänk, fönsterbänk men även slaktarbänk, snickarbänk sprungit, trots att det inte handlat om sittmöbler. Det är för övrigt samma ord som förekommer i vissa ord som bank, exempelvis vägbank eller sandbank. Diskbänk är ett gränsfall då det ursprungligen vanligt syftat på en kistbänk eller bordbänk i vilken man förvarat diskarna, men senare kommit att syfta på bordets arbetsyta som mera liknar bänk i den andra betydelsen.

## Olika typer av bänkar
- Sittbänk
  - Ljugarbänk
  - Parkbänk
- Arbetsbänk
  - Köksbänk
  - Diskbänk
  - Snickarbänk/hyvelbänk
  - Skolbänk
- Långbänk¨